# Воронцово (Островский район)
Воронцо́во — село в Островском районе Псковской области. Административный центр Воронцовской волости.
Расположено в 23 км к юго-востоку от города Остров.
В центре Воронцова находится памятник на могиле советских воинов, освободивших село в 1944 году от фашистских захватчиков.

## Население
| 1939 | 2001 | 2002 | 2010 |
| ---- | ---- | ---- | ---- |
| 594  | ↗641 | ↘637 | ↘553 |

Численность населения села составляет 641 житель (2000 год).

## История
Погост Воронцово отмечен в псковских писцовых книгах XVI века в числе селений Вревского уезда. В Псковских летописях впервые упоминается под 1633 годом.
С 1925/1927 до 1944 года погост Воронцово назывался на картах как Сошихино по одноимённой станции на ныне несуществующей железной дороге (сегодня деревня Сошихино к северу от села).
В 1935—1959 годах село Воронцово было административным центром Сошихинского района.

## Галерея
- Село Воронцово Псковской области, Россия, лето 2016
- Село Воронцово Псковской области, Россия, лето 2016
- Село Воронцово Псковской области, Россия, лето 2016